# Zene – Mindenki másképp csinálja
1977-ben jelent meg az LGT Zene – Mindenki másképp csinálja című albuma. Ezen az albumon már  Solti János kezeli az ütőhangszereket. Ez volt tehát a "klasszikus felállás" első nagylemeze.

## Az album dalai
1. A rádió (Presser Gábor – Sztevanovity Dusán) – 6:08
2. Egy elkésett dal (S. R. emlékére) (Presser Gábor – Sztevanovity Dusán – Presser Gábor) – 5:53
3. Jóbarátok vagyunk (Presser Gábor) – 3:10
4. A hajnal (Somló Tamás) – 1:15
5. Engedj el (Karácsony János – Sztevanovity Dusán) – 3:51
6. Mindenki másképp csinálja (Presser Gábor – Sztevanovity Dusán) – 6:22
7. Visszatérés (Somló Tamás – Sztevanovity Dusán) – 5:55
8. Aquincumi séta (Karácsony János) – 1:20
9. Boogie a zongorán (Somló Tamás – Sztevanovity Dusán) – 3:49
10. A búcsú (Presser Gábor – Sztevanovity Dusán) – 3:10

## Közreműködők
- Karácsony János – ének, elektromos és akusztikus gitár, ütőhangszerek
- Presser Gábor – ének, Yamaha és Fender zongora, clavinet, accordion, Hohner-strings, ARP AXXE, ütőhangszerek
- Solti János – dob, ütőhangszerek
- Somló Tamás – ének, basszusgitár, alt- és szopránszaxofon, chromonica, ütőhangszerek
- Sztevanovity Dusán – dalszövegek
- Demjén Ferenc – ének
- Sztevanovity Zorán – ének
- Dés László – szaxofon
- Bergendy István – szaxofon
- Friedrich Károly – harsona
- Gőz László – harsona
- Sipos Endre – trombita
- Bellai Gyula – kürt
- Balogh László – kürt
- Mészáros László – kürt
- Szabó László - tuba

### Produkció
- Kovács György – hangmérnök
- Pintér Géza – hangtechnika
- Presser Gábor – zenei vezető
- Péterdi Péter – zenei rendező
- Hegedüs György – fényképek
- Harmati András – grafika